# Castel Gandolfo
Castel Gandolfo es una pequeña localidad italiana situada en la región del Lacio, a orillas del lago Albano, a 18 km al sureste de Roma. El municipio es muy conocido por encontrarse allí la residencia de verano del papa.

## Historia
La Residencia Papal (Residenza Papale en italiano) es un edificio del siglo XVII que fue diseñado por Carlo Maderno para el papa Urbano VIII. El Palacio Papal y el chalet colindante de Barbarini fueron añadidos al complejo por Pío XI.
Estas edificaciones han gozado de derechos de extraterritorialidad desde la firma del Tratado de Letrán en 1929 con presidente de gobierno italiano Mussolini en nombre del Rey de Italia. La pequeña plaza situada en frente de la Residencia fue rebautizada como la Plaza de la Libertad durante el movimiento por la unidad italiana, después de 1870. El Palacio Papal estuvo deshabitado desde 1870 hasta 1929.
La iglesia de la parroquia dedicada a Santo Tomás de Villanueva fue diseñada por Bernini por orden del papa Alejandro VII. Uno de los edificios de la colina, conocido como el Castelli Romani, ocupa probablemente el lugar donde estaba la antigua Alba Longa, que fue la capital de la Liga Latina. Su nombre se deriva de una fortaleza de la familia ducal de Gandolfi en el siglo XII, y que pasó a la familia de Savelli, a quien la Cámara Apostólica la compró después en 1596 por la cantidad de 150 000 escudos.
El papa Clemente VIII fue el primer pontífice en residir en Castel Gandolfo, pero la reconstrucción del viejo castillo fue un proyecto del papa Urbano VIII quién entró en la residencia en 1626. El sitio del Palacio Papal, reconstruido sobre las ruinas del castillo anterior, está en parte sobre los cimientos de una residencia de verano del emperador romano Domiciano que ocupara 14 kilómetros cuadrados.
En el patio interior del palacio hay un busto romano que representa a Polifemo, que era el cíclope de quien escapó Odiseo y que fue encontrado en el ninfeo de los jardines del chalet imperial, además el palacio se distingue por la gruta artificial construida en la boca del cráter que forma el lago Albano.
Aquí fallecieron los pontífices Pío XII en 1958 y Pablo VI en 1978. Aquí residió por un tiempo el pontífice emérito Benedicto XVI tras retirarse del papado en febrero de 2013. Posteriormente se trasladó al Monasterio Mater Ecclesiae.

## Evolución demográfica
| Gráfica de evolución demográfica de Castel Gandolfo entre 1861 y 2001 |
|                                                                       |
| Fuente ISTAT - elaboración gráfica de Wikipedia                       |

## Datos
- Población: 8.200 hab.
- Coordenadas: 41°44′N 12°38′E / 41.733, 12.633
- Altitud: 380 metros (sobre el nivel del mar)
- Área: 24 kilómetros cuadrados
- Pueblos cercanos: Albano Laziale, Marino Laziale, Ariccia
- Código postal: 00040

## Galería de imágenes

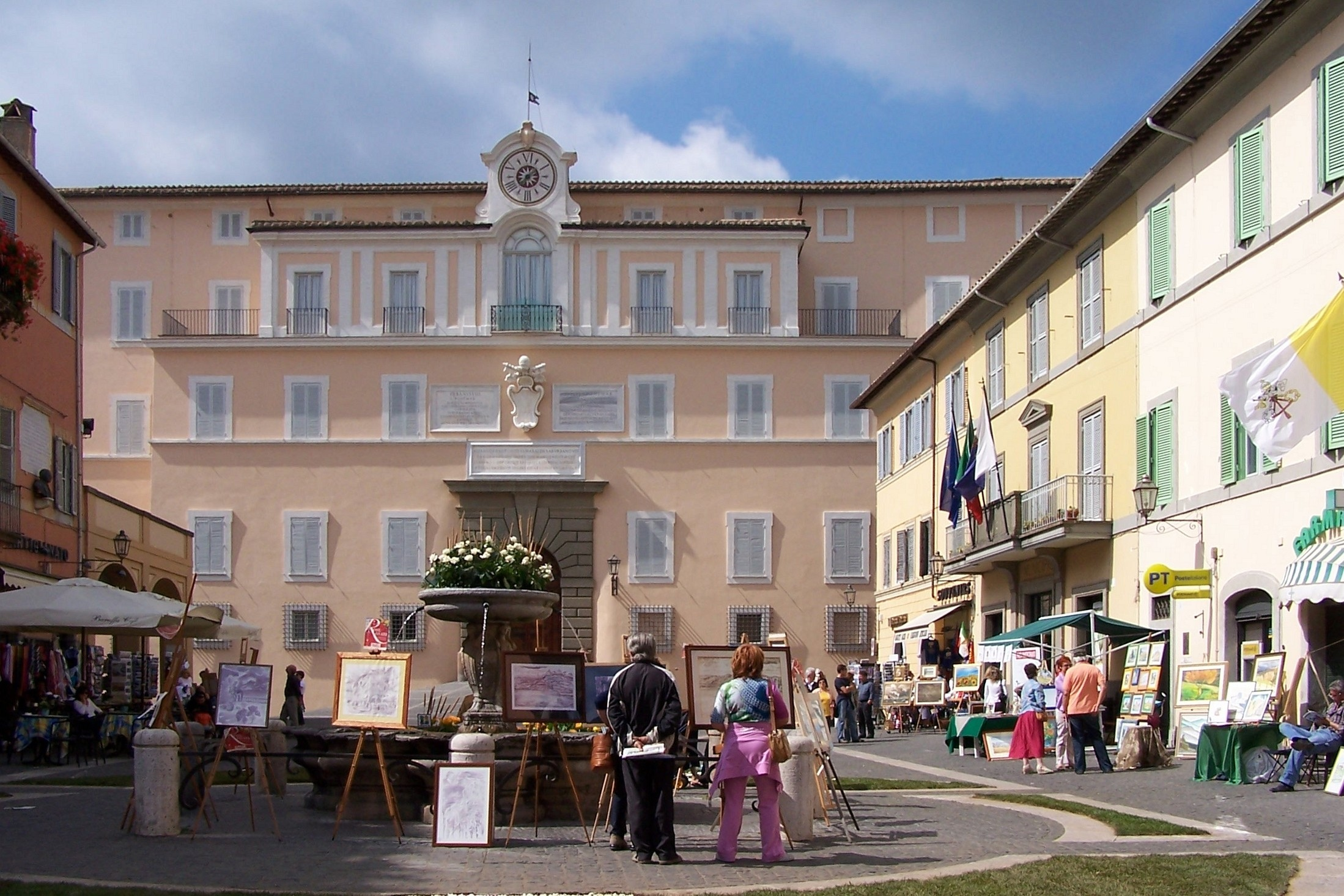
Palacio de Castel Gandolfo
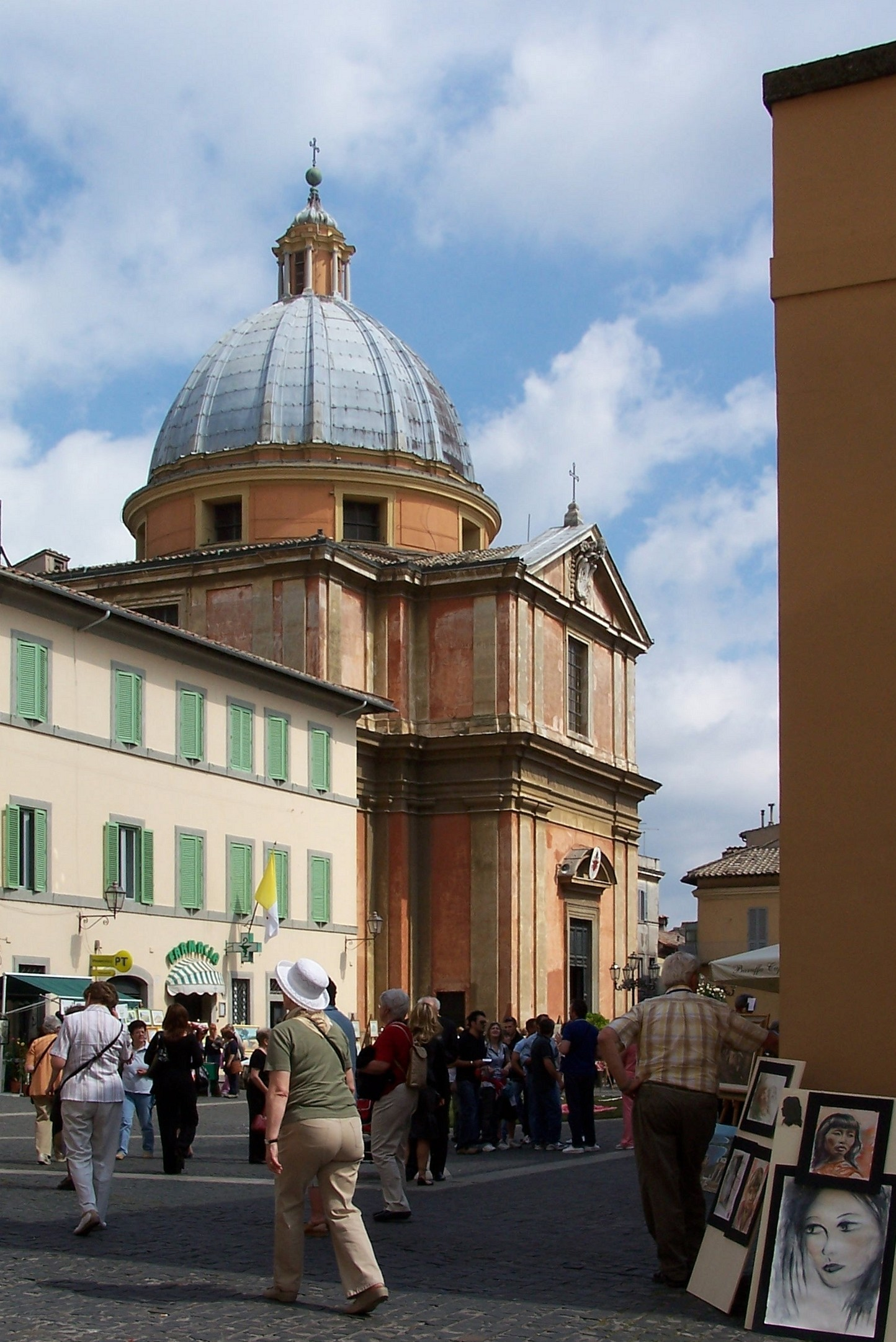
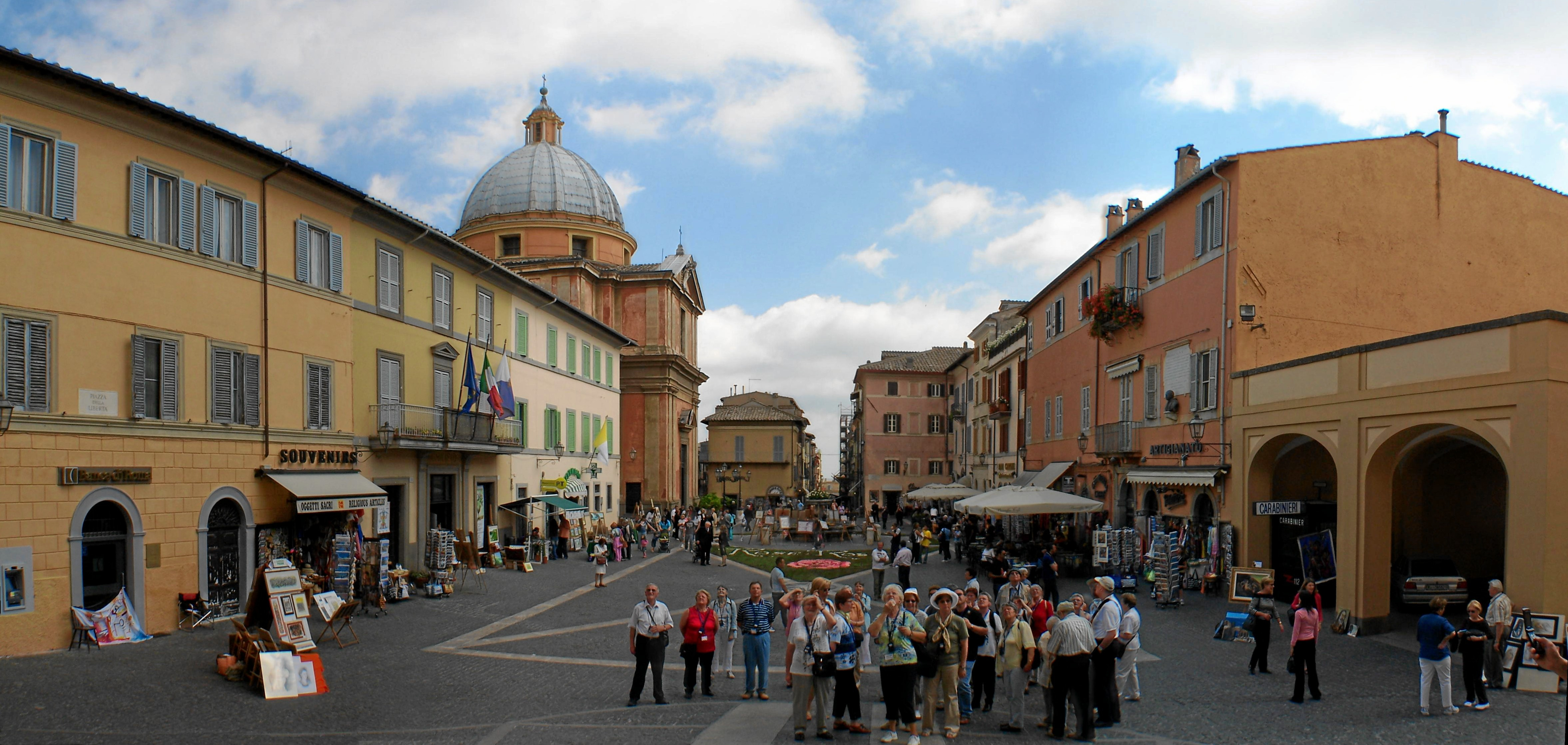
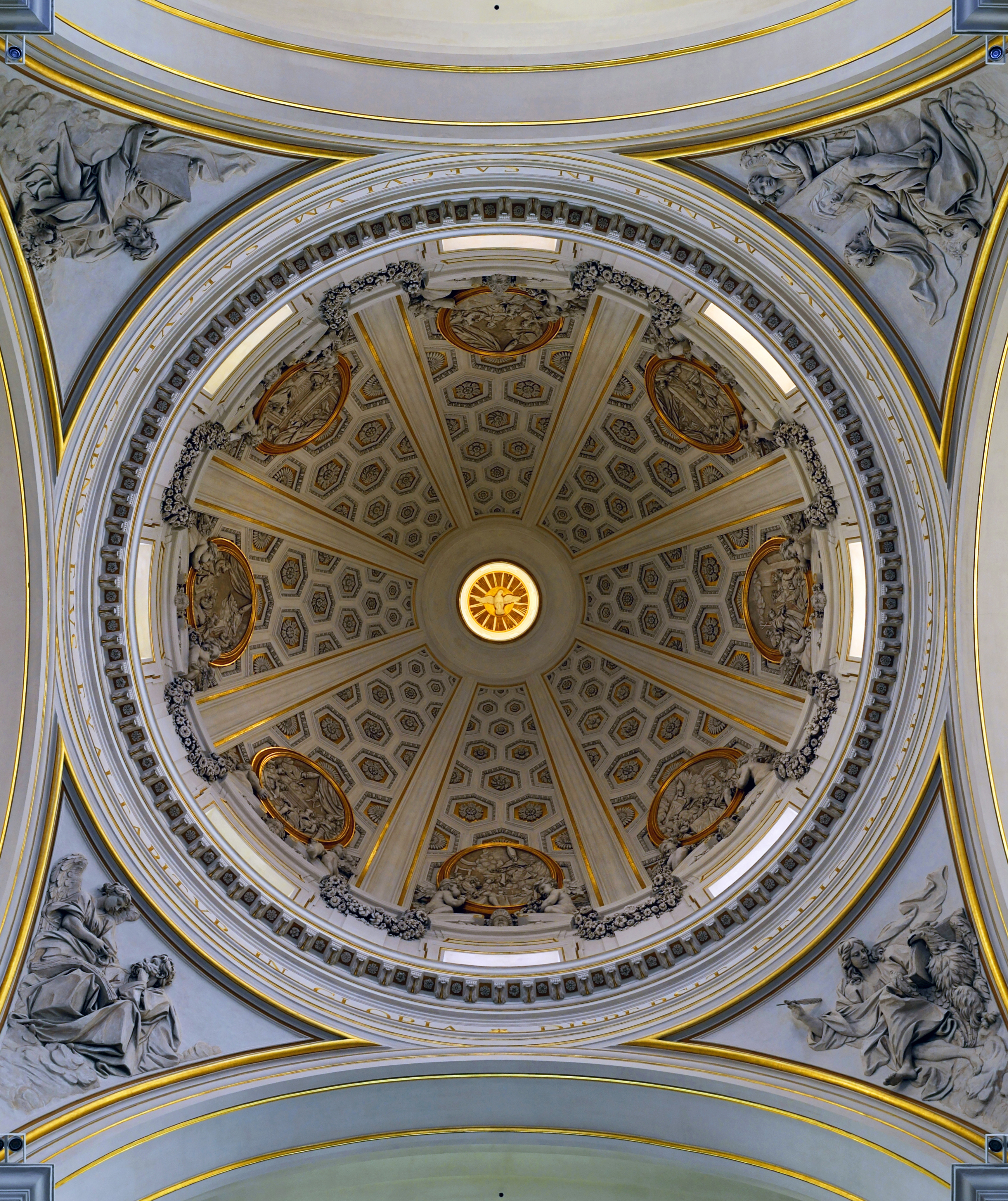
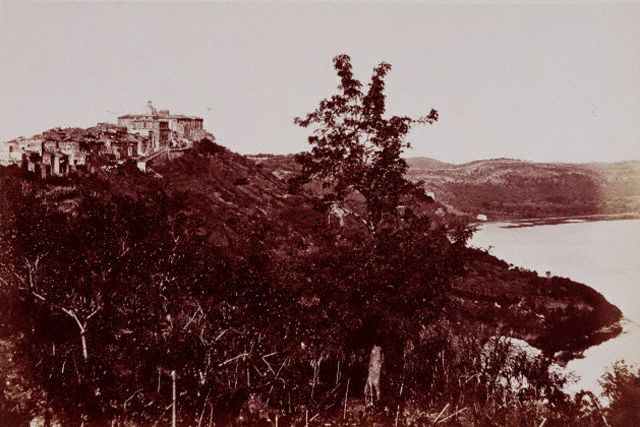
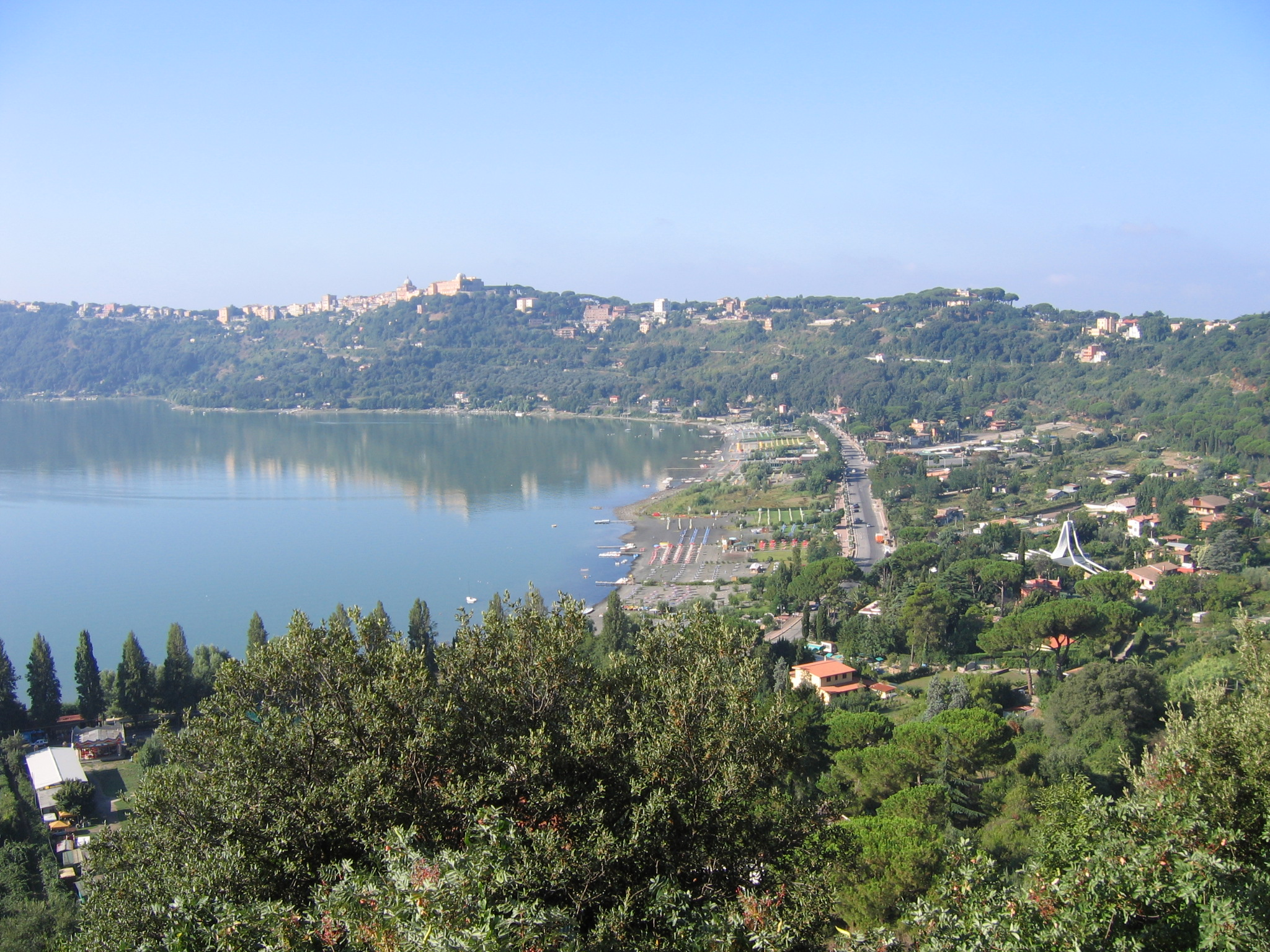
Castel Gandolfo, con el lago Albano, en Italia